# Xabi Irureta
Xabier Iruretagoiena Aranzamendi (Berriatúa, Vizcaya, 21 de marzo de 1986), conocido deportivamente como  Xabi Irureta, es un futbolista español que se desempeña como guardameta. Su último equipo fue el Fútbol Club La Unión Atlético, con el que ascendió en la temporada 2022-23 a la Segunda RFEF. Tras esta campaña cerró su periplo con el club unionense y actualmente es el entrenador de porteros del Real Murcia Imperial, por segunda temporada consecutiva, llegando la pasada a la final nacional de ascenso a la Segunda RFEF, quedando eliminados por el Coria F.C. 

## Trayectoria
Inicios
Formado en las categorías inferiores del Berriatuko FT.
Fichó por el Real Unión de Irún, debuta en el primer equipo durante la temporada 2004/05. Abandona el club en 2006 para fichar por el Aurrera de Ondarroa por una sola temporada. 
S. D. Eibar
Después pasaría por el filial de la Sociedad Deportiva Eibar a partir de 2007. Se incorporó al primer equipo eibarrés en la temporada 2009/10, con el conjunto armero recién descendido a la Segunda División B de España. Había debutado durante la anterior temporada en la categoría de plata del fútbol español, siendo el tercer portero del equipo durante dos años.
Uno de sus hechos memorables, se dio el 30 de octubre de 2011 al parar dos penalties (uno en cada tiempo) durante el partido, disputado en Ipurúa, entre el Eibar y la Ponferradina. Ipurúa no había vivido un momento así desde la temporada 1991/92 de la Segunda División, donde, al por aquel entonces jugador armero Luluaga, le paró dos penaltis el camerunés Thomas N'Kono, guardameta del Sabadell.
No obstante, Xabi Irureta, entró en la historia del club proclamándose campeón del Trofeo Zamora al ser portero menos goleado de la Segunda División en la temporada 2013-14. Justo en la temporada que el equipo consiguió ser campeón de Liga y ascender a Primera División en una sola campaña desde el regreso del Eibar a la segunda categoría española.
En el debut en Primera de los armeros siguió siendo el portero titular. Pese a perder la ventaja en su puesto a mediados de temporada respecto a su compañero Jaime Jiménez, recuperaría la confianza de Gaizka Garitano tras cinco partidos ausente bajo los palos.
Sin embargo, para la siguiente campaña con José Luis Mendilibar en la banca y un también recién llegado Asier Riesgo, no conseguiría convencer al nuevo técnico, con sólo cuatro presencias puntuales en el once de inicio durante la competición y dos en Copa. Decepcionado con el cambio en el club, por el trato hacia él y hacia varios compañeros del histórico ascenso del Eibar, decide dejar el club en el que ha militado durante nueve años.
Real Zaragoza
El 20 de julio de 2016 el Real Zaragoza se hace en propiedad con la ficha federativa del portero de Berriatua, que partiría con la vitola de titular en el conjunto blanquillo. Sin embargo, tras contar con la confianza de Luis Milla, unas actuaciones bastante mediocres del portero acaban por relegarlo a la banqueta, en el mismo partido en que su entrenador sería después cesado tras una racha de seis partidos sin ganar. Con Raúl Agné no consiguió retomar la titularidad hasta ocho jornadas después. El entrenador mequinenzano, que sería su gran valedor, acabaría sentándolo también en la banqueta, siendo el canterano Álvaro Ratón el que más minutos defendió la portería esa temporada. Con la destitución de Agné, y con César Láinez, técnico de filial, asumiendo el papel de la salvación del primer equipo, Irureta no volvería a jugar como portero del Real Zaragoza, quedando muy dañada su imagen como la de otros jugadores debido a su muy cuestionada temporada.
Fútbol Club La Unión
Para la temporada 2022-23 ficha por el club unionense del grupo XIII de la Tercera RFEF. Tras cerrar la campaña regular en tercera posición, detrás del campeón Águilas y el Lorca, La Unión, junto a Irureta de titular bajo los palos del equipo blanquiazul, logra ascender a la Segunda RFEF después de eliminar sucesivamente en el play off de ascenso a Racing de Murcia, Lorca y, en la final, al asturiano club de L' Entregu, contra el que empató sin goles en casa para luego imponerse por 0-2 en el Nuevo Nalón, feudo del conjunto entreguino.

## Clubes
| Club                   | País   | Año       |
| ---------------------- | ------ | --------- |
| Real Unión             | España | 2005-2006 |
| CD Aurrerá de Ondarroa | España | 2006-2007 |
| SD Eibar B             | España | 2007-2009 |
| SD Eibar               | España | 2009-2016 |
| Real Zaragoza          | España | 2016-2017 |
| Delhi Dynamos FC       | India  | 2018      |
| Cultural Leonesa       | España | 2018      |
| UD Sanse               | España | 2018-2020 |
| Villarrubia CF         | España | 2020-2021 |
| Racing Murcia FC       | España | 2021-2022 |
| FC La Unión Atlético   | España | 2022-2023 |

## Distinciones individuales
| Distinción    | Categoría        | País   | Temporada |
| ------------- | ---------------- | ------ | --------- |
| Trofeo Zamora | Segunda División | España | 2013-14   |